# Canyamel
Canyamel (kastilisch Cañamel) ist ein kleiner Urlaubsort an der Ostküste der Baleareninsel Mallorca. Es befindet sich sechs Kilometer südlich von Cala Rajada und südlich des Cap Vermell. Verwaltungstechnisch gehört er zur Gemeinde Capdepera.

## Beschreibung
Der Name leitet sich von einer Konzession für den Zuckerrohranbau (span. caña de miel, katalanisch canya de mel; wörtl.: Rohr aus Honig; Canya=Rohr, Mel=Honig) ab, die Johann II. (Aragón) dem lokalen Gutsbesitzer 1428 erteilte.
Canyamel ist zu beiden Seiten von bewaldeten, 200 bis 300 Meter hohen Hügeln umgeben, die nach Südwesten in das Cap des Pinar o des Raix, und nach Nordosten, wo sich auch die Tropfsteinhöhlen befinden, in das Cap Vermell münden.
Mitten durch Canyamel fließt der Torrent de Canyamel und teilt die Ortschaft in die touristisch geprägte südliche Hälfte mit Hotels, Fußgängerzone sowie dem Torre de Canyamel und in die mondäne Nordhälfte am Cap Vermell, in der sich neben vielen Villen auch der Golfplatz und die Coves d’Artà befinden. Die Brücke über den Torrente wurde saniert und im Juni 2008 fertiggestellt.
Der feinsandige Strand des Ortes, die Platja de Canyamel, ist etwa 300 Meter lang und besonders in der Sommersaison gut besucht.

## Sehenswürdigkeiten
- Der Torre de Canyamel auf quadratischem Grundriss mit drei Stockwerken ist ein massiver zinnenbekrönter Wehrturm aus dem 13. Jahrhundert, der mutmaßlich aus der Zeit Jaumes I. stammt, möglicherweise aber auf älteren maurischen Fundamenten errichtet ist. Ursprünglich hieß er Torre de Montsó und wurde erst im 15. Jahrhundert im Zuge des Zuckerrohranbaus umbenannt. Er diente als Flucht- und Wehrturm zur Abwehr von Piraten. Heute befindet sich dort ein kleines Museum und ein Restaurant.
- Die Höhlen von Artà (Coves d’Artà) sind die größten Tropfsteinhöhlen Mallorcas, sie werden auch als Coves de Canyamel ausgeschildert.
- Am Golfplatz führt ein halbstündiger Aufstieg in die Felshänge zur zwischen Olivenbäumen gelegenen prähistorischen Talaiot-Siedlung Es Claper des Gegants. Erst 1998 wurden Teile der Siedlung rund um den westlich gegenen Talaiot freigelegt. Für Besucher gibt es einen Weg durch die prähistorische Siedlungsfläche. Schautafeln geben knappe Informationen.

## Golf

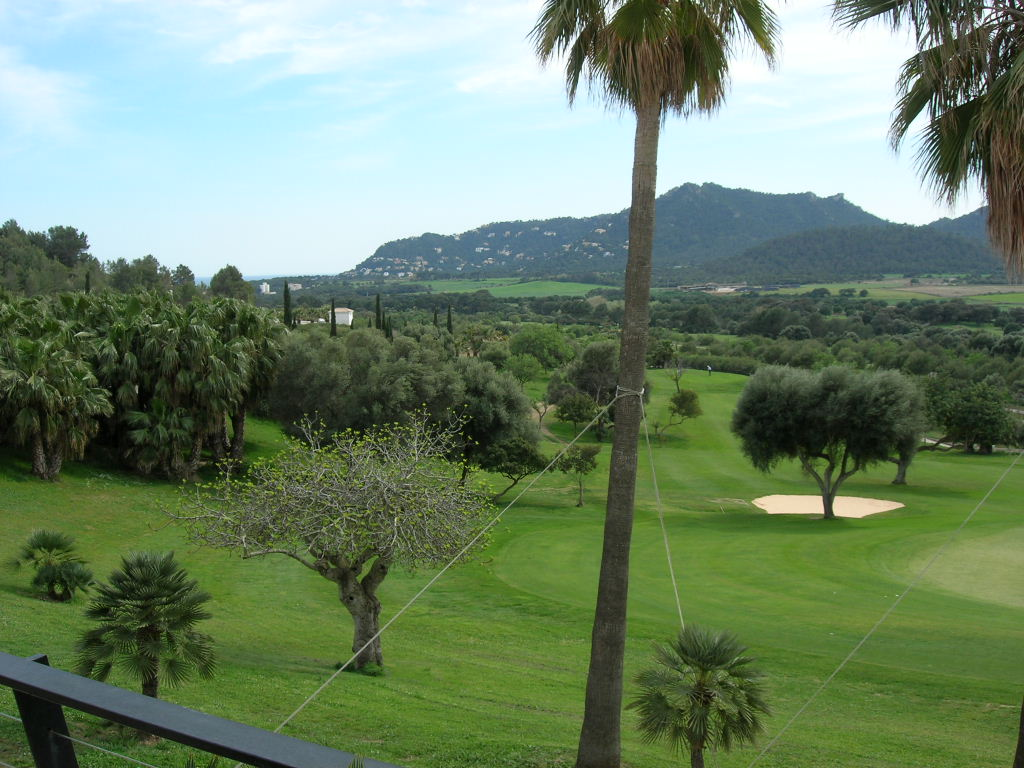
Canyamel Golf

Kurz vor dem nördlichen Ortseingang Canyamels liegt der 1988 eröffnete 18-Loch-Golfplatz, den José „Pepe“ Gancedo in die Ausläufer des Puig Negre (Serra Mitjana) unter dem Anspruch gebaut hat, so wenig wie möglich in die Natur Mallorcas einzugreifen. Die als schwierig eingestuften Fairways mit abschüssigen Grüns erstrecken sich zwischen Palmen, Feigen- und Mandelbäumen.
Weitere Golfplätze der Region Llevant befinden sich bei Capdepera und Son Servera.

## Galerie

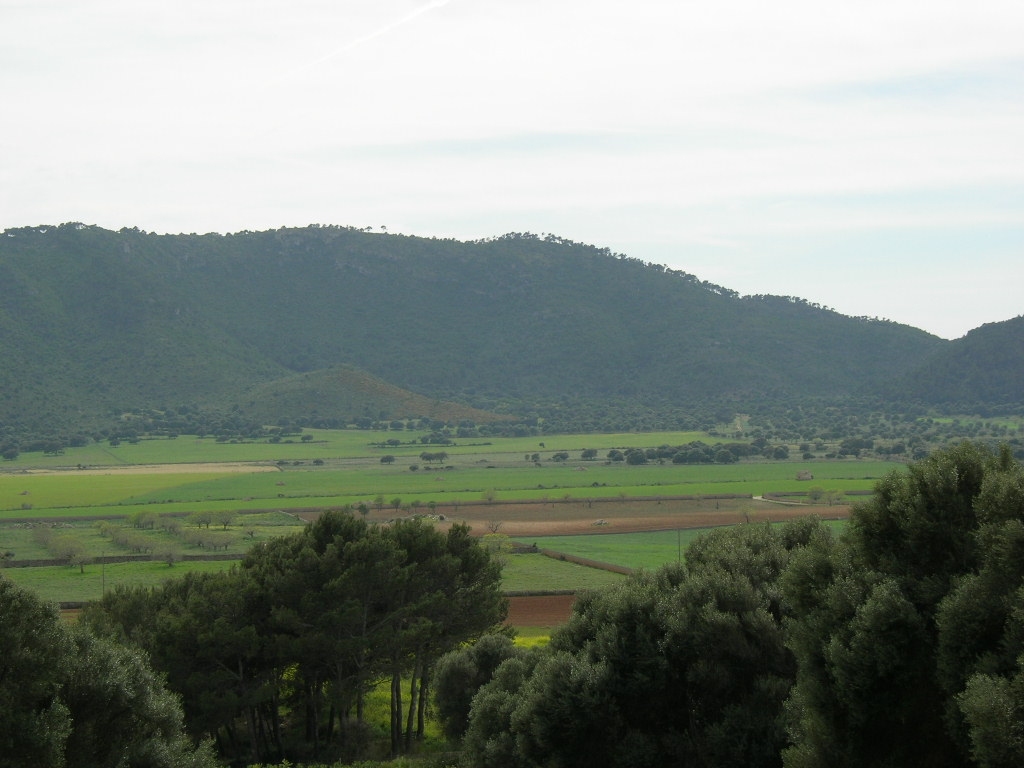
Canyamel-Ebene
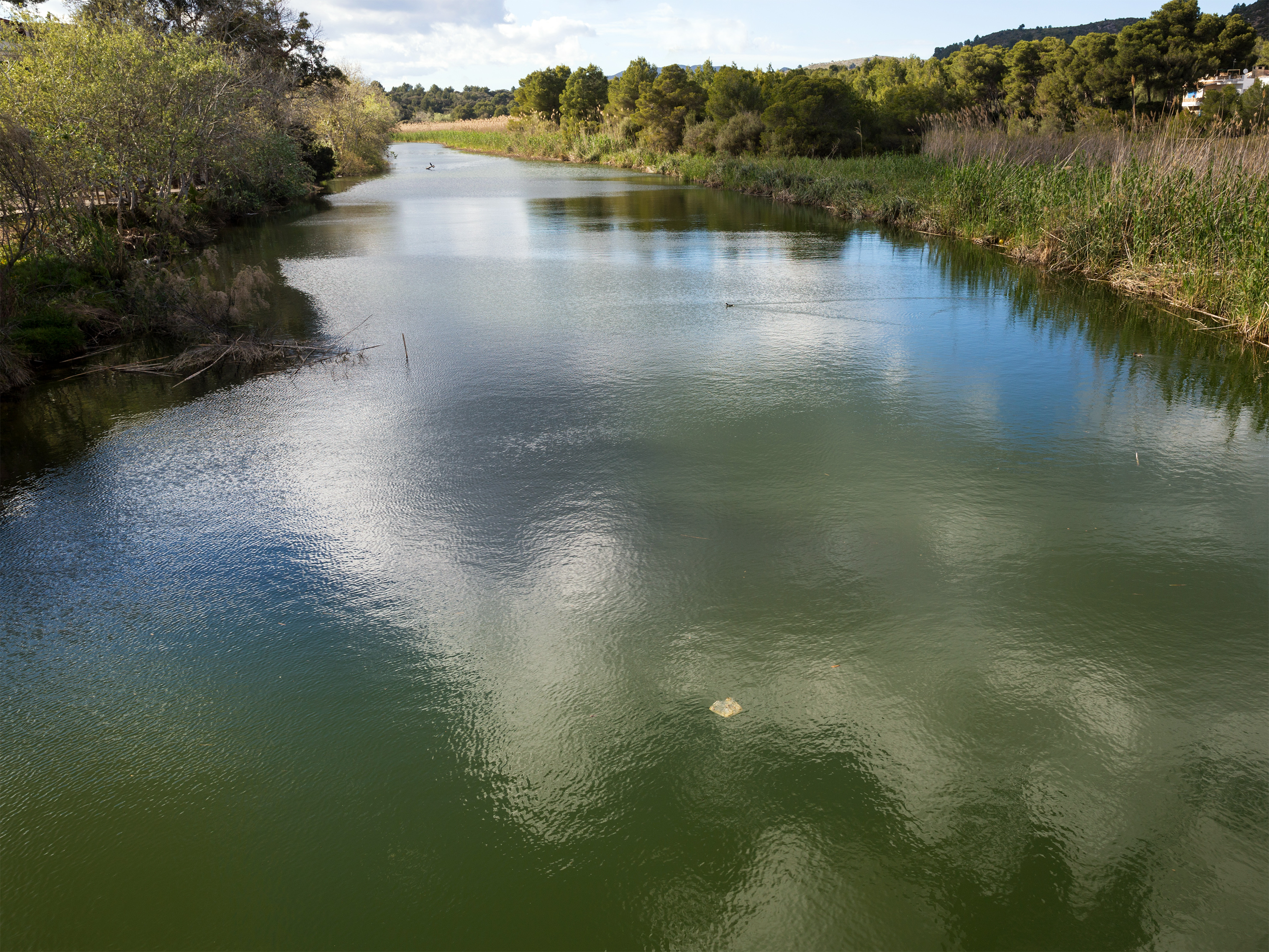
Torrent de Canyamel
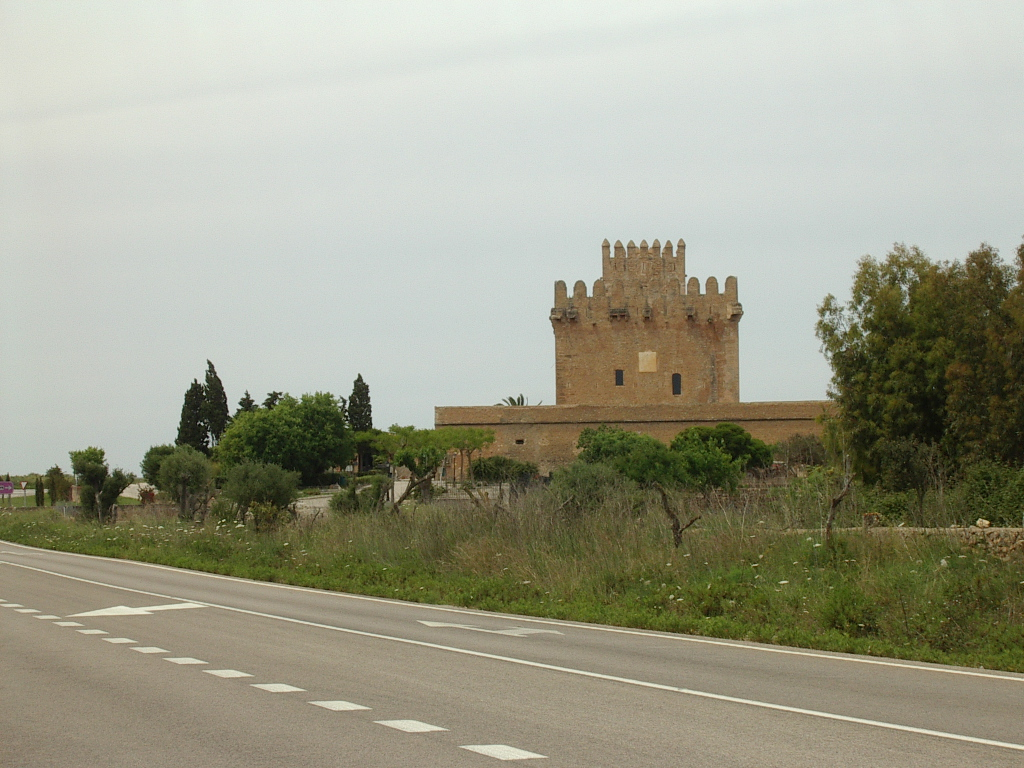
Torre de Canyamel
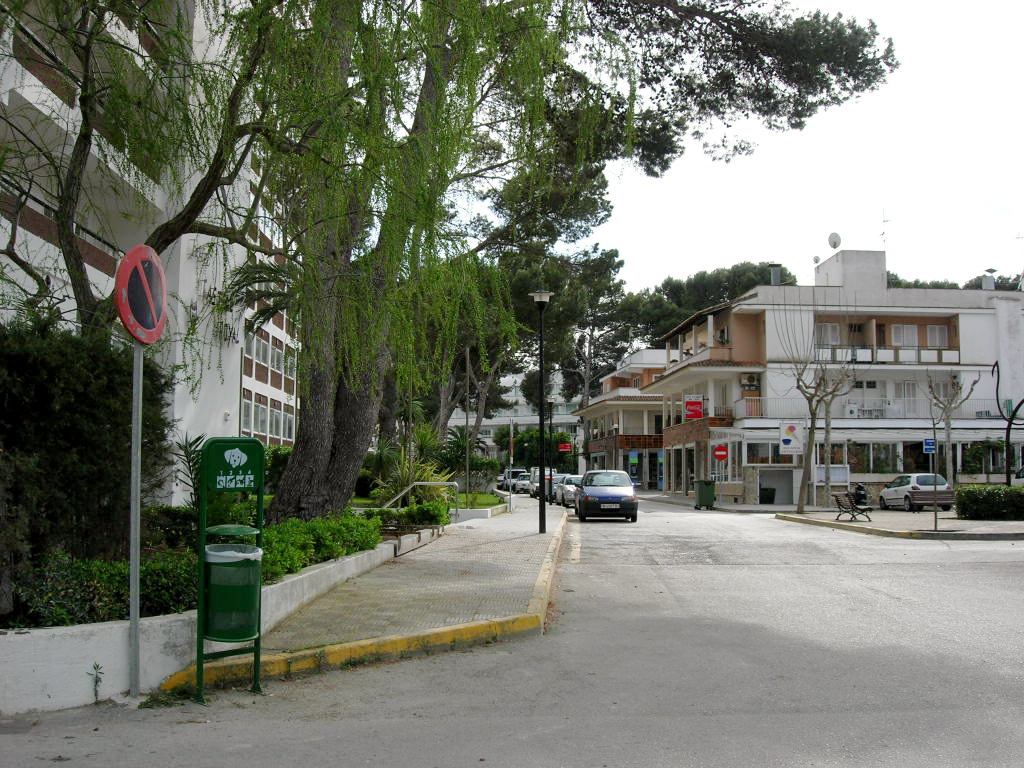
Canyamel Zentrum
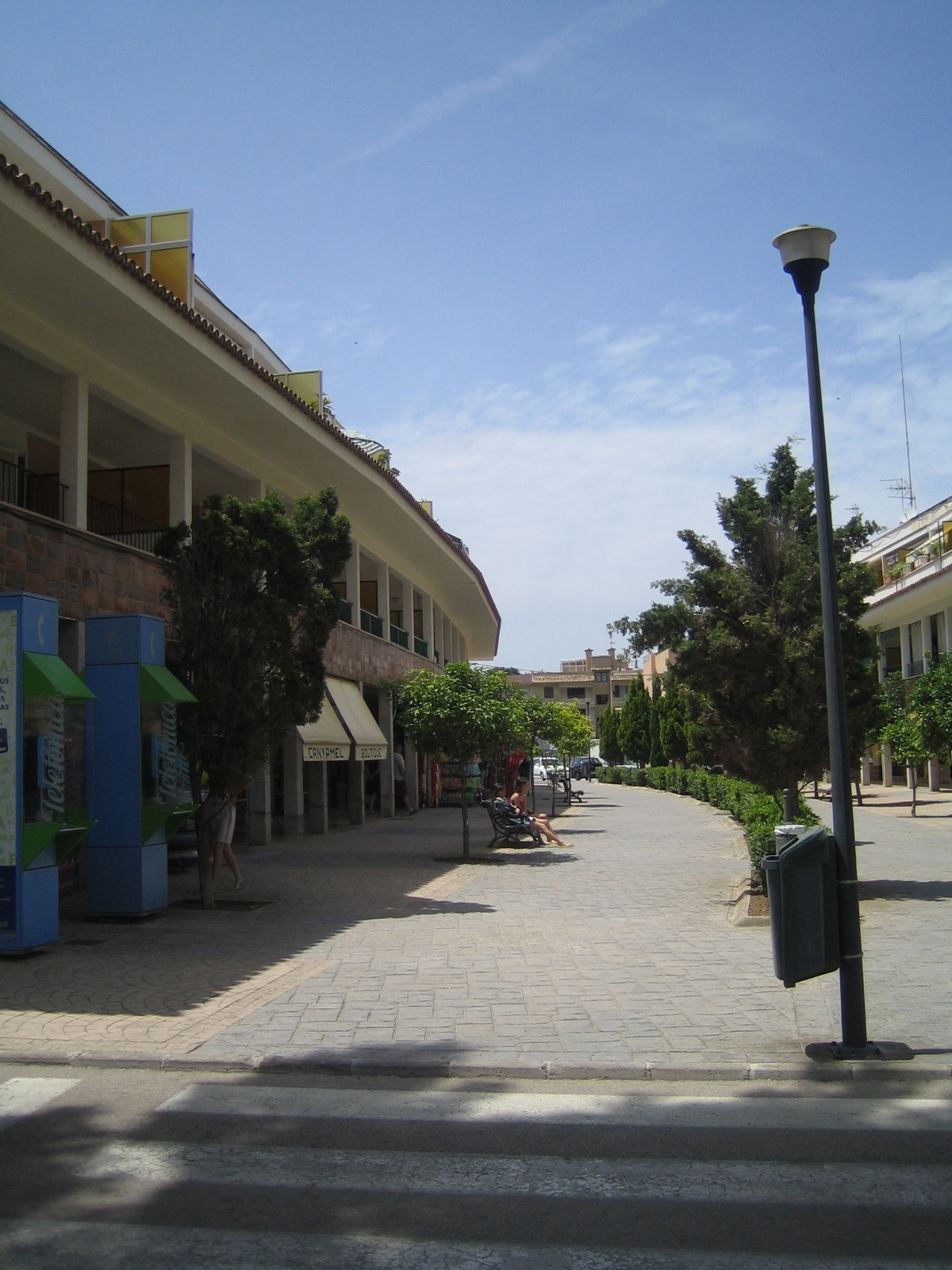
Fußgängerzone
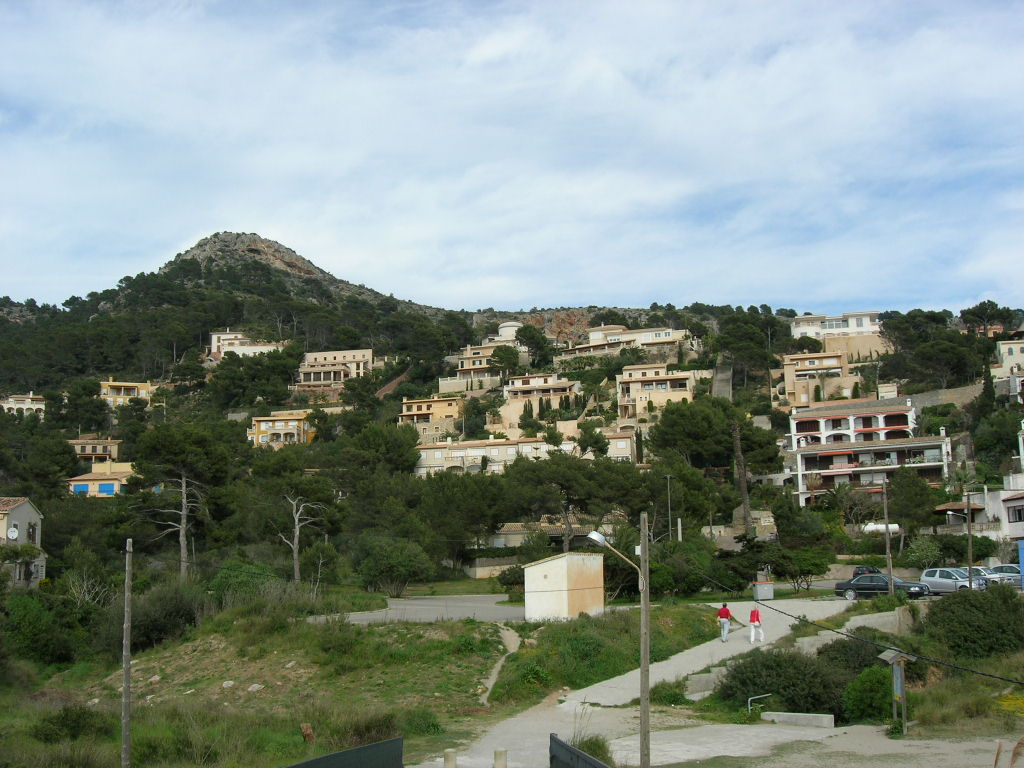
Am Cap Vermell
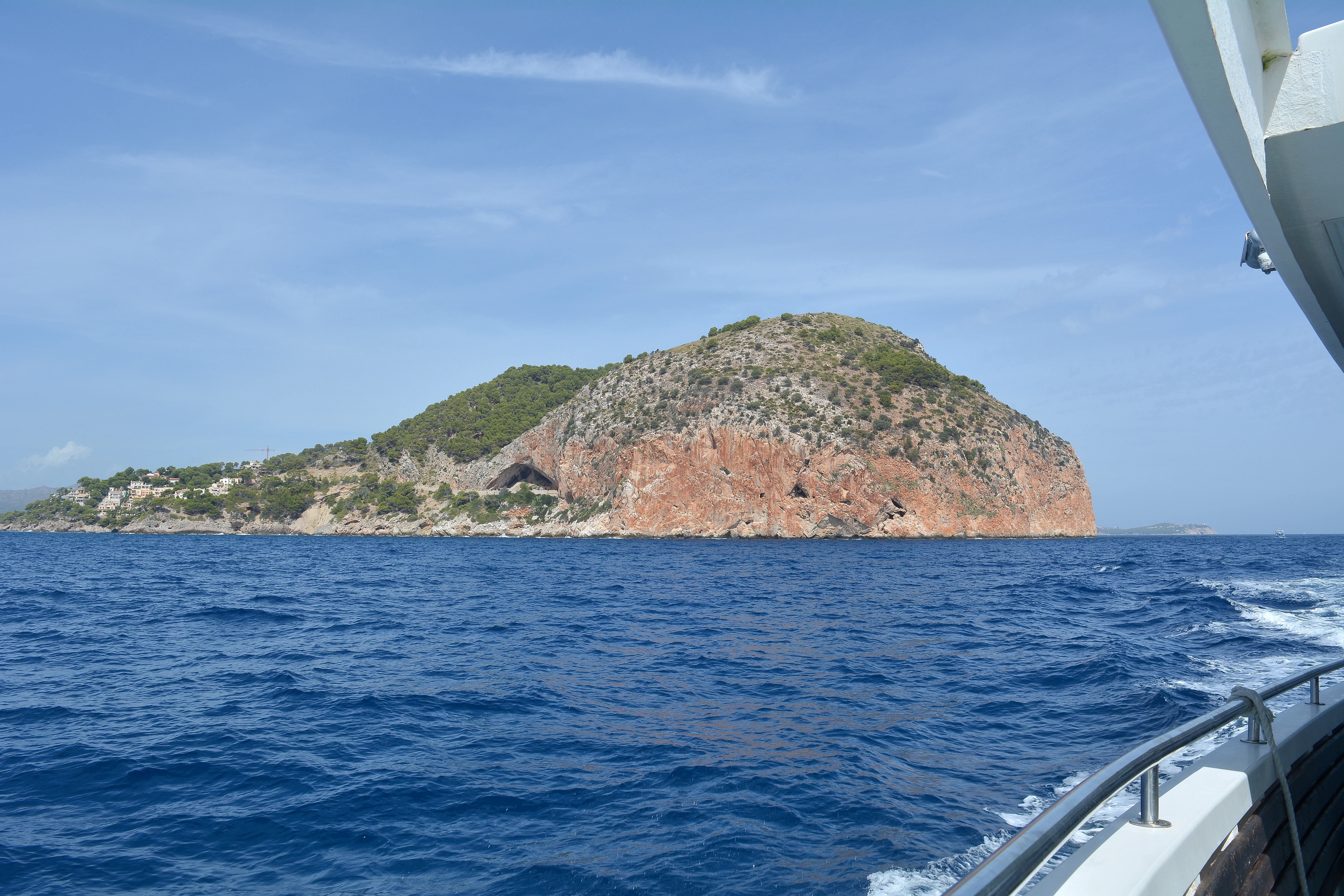
Cap Vermell mit Höhleneingang